# Maria Noon
Maria Francis Noon (Papakura, 5 aprile 1967) è un'ex cestista neozelandese.

## Carriera
Con la Nuova Zelanda ha disputato i Campionati mondiali del 1994.